# 칼 캬넌
칼 캬넌(아일랜드어: cál ceannann) 또는 콜캐넌(영어: colcannon)은 아일랜드의 음식이다. 매시트 포테이토에 케일 또는 양배추, 우유 (또는 크림), 버터, 소금, 후추를 넣어 만든다. 파, 리크, 양파, 차이브 등이 들어가기도 한다.